# Humptulips River
Der Humptulips River ist ein Fluss im Grays Harbor County im US-Bundesstaat Washington. Er hat seinen Ursprung am Zusammenfluss des 32 km langen East Fork Humptulips River mit dem 48 km langen West Fork Humptulips River. Der Fluss entleert sich nach 45 km in Grays Harbor, dem Mündungsästuar des Chehalis.

## Lauf
Der Humptulips River hat seinen Ursprung im Olympic National Forest. Dieser Teil der Olympic Peninsula empfängt jährlich etwa 5.600 mm Niederschlag und wird von vielen Wasserläufen durchzogen. East Fork und West Fork des Flusses entspringen an den Flanken der sie trennenden Humptulips Ridge. Zwischen dem westlichen Arm und dem Quinault River liegt die Quinault Ridge, der östliche Arm wird vom Wynoochee River durch den Fitzgerald Peak getrennt.
Die beiden Arme fließen nach Süden und Südwesten, verlassen dann die Berge und vereinigen sich rund 7 km oberhalb von Humptulips. Bei diesem Ort wird der Fluss vom U.S. Highway 101 gekreuzt. Unterhalb des Ortes, direkt an der Mündung des Stevens Creeks, liegt eine Lachszuchtstation. Der Fluss strömt dann weiter südwärts und mündet in die North Bay von Grays Harbor, der sich zum Pazifischen Ozean hin öffnet. Zwei kleinere Orte, Copalis Crossing und Tulips, liegen in der Nähe dieser Mündung.
Obwohl sich der Chehalis River ebenfalls in Grays Harbor ergießt, gilt der Humptulips River als westlichster Zufluss des Chehalis-River-Flusssystems, da der United States Geological Survey auch Grays Harbor als Bestandteil dieses Flusssystem versteht.

## Auswirkungen der Holzwirtschaft
Der Humptulips River erodiert jährlich etwa neun Acre Land an seinen Ufern. Die Schwere der Erosion und der Zerstörung des Ufers geht zum Teil auf Auswirkungen der Holzwirtschaft in seinem Einzugsgebiet zurück. Besonders im Gebiet des East Fork Humptulips Rivers werden Waldgebiete in großen Maßstab gefällt. Der größte Teil des Einzugsgebietes entfällt auf Wirtschaftswälder, es gibt jedoch Weideflächen und Ackerland. Etwa 228 km² des Einzugsgebietes liegen innerhalb des Olympic National Forests. Das Quellgebiet ist Bestandteil des Olympic-Nationalparks.
Etwa 30 Wehre wurden zu Zwecken der Flößerei gebaut. Diese dezimierten die natürliche Wanderung des Lachse. Um diese Auswirkungen abzuschwächen, wurden verschiedene Lachszuchtstationen am Fluss in Betrieb genommen.

## Hydrologie
Der Humptulips River entwässert ein Einzugsgebiet von 715 km². Der USGS betreibt westlich von Humptulips einen Pegel, etwa 37 km oberhalb der Mündung in Grays Harbor. An dieser Stelle beträgt die zwischen 1933 und 2006 ermittelte durchschnittliche jährliche Abflussmenge 38 m³/s. Der höchste Wert wurde mit 934 m³/s im November 2006 gemessen, der niedrigste Wert von 2,3 m³/s wurde am 11. September 1944 verzeichnet.

## Namensvarianten
Andere Namen des Flusses sind dem Geographic Names Information System zufolge Hum-tu-lups, Humptolups, Humtutup und Um-ta-lah. Der Name ist von den Humptulips-Indianern abgeleitet, die zum Volk der Chehalis gehören. Manche Quellen geben dem Wort „humptulips“ die Bedeutung „schwer zu staken“, nach anderer Meinung bedeutet der Name „kühle Gegend“.